# Kerry Armstrong
Kerry Michelle Armstrong (Melbourne, 12 de setembro de 1958) é uma atriz e autora australiana. Ela é uma das duas únicas atrizes a ganhar dois AACTA Awards no mesmo ano, ganhando Melhor Atriz por seu papel no filme Lantana e Melhor Atriz de Televisão por SeaChange em 2001.
Após os primeiros papéis na televisão na Austrália, incluindo Prisoner (1979) e Skyways (1980), Armstrong mudou-se para os Estados Unidos em 1981, onde interpretou Ophelia na peça Hamlet e Isabella em Measure for Measure na companhia de teatro Arena Stage, e teve um papel na novela Dinastia (1985–86). Ela retornou à Austrália em 1987. Seus outros papéis na TV incluem MDA (2002–03) e Bed of Roses (2008–11).

## Filmografia
| Ano  | Título                       | Papel                      | Notas          |
| ---- | ---------------------------- | -------------------------- | -------------- |
| 1977 | The Getting of Wisdom        | Kate                       |                |
| 1979 | The Franky Doyle Story       | Lynn Warner                | Telefilme      |
| 1980 | Cornflakes For Tea           | Cherry                     | Telefilme      |
| 1985 | Key Exchange                 | The Beauty                 |                |
| 1988 | Grievous Bodily Harm         | Annie                      |                |
| 1991 | Hunting                      | Michelle Harris            |                |
| 1997 | Heart Of Fire                | Sue Tucker                 | Telefilme      |
| 1997 | Amy                          | Sarah Trendle              |                |
| 1998 | Denial                       | Mother                     | Curta-metragem |
| 1998 | Justice                      | Annie Martin               |                |
| 1999 | Taken                        | Sophia                     | Curta-metragem |
| 2001 | Lantana                      | Sonja Zat                  |                |
| 2002 | Lost In Oz                   | Mãe de Alex (sem créditos) | Telefilme      |
| 2004 | One Perfect Day              | Carolyn Matisse            |                |
| 2004 | Oyster Farmer                | Trish                      |                |
| 2004 | A Hard Place                 | (voz)                      | Curta-metragem |
| 2005 | Virus                        | Lillium Doubleheart        | Curta-metragem |
| 2005 | Mind the Gap                 | Olivia Keeley              | Curta-metragem |
| 2006 | Wobbegong                    | Paula / Mum                | Curta-metragem |
| 2006 | Car Pool                     | Sra. London                | Curta-metragem |
| 2007 | Razzle Dazzle                | Justine Morgan             |                |
| 2008 | Reservations                 | Hellen                     |                |
| 2011 | The Forgotten Men            | Mãe                        | Curta-metragem |
| 2015 | Pawno                        | Jennifer Montgomery        |                |
| 2017 | 2:22                         | Catherine                  |                |
| 2019 | Two Heads Creek              | Mary                       |                |
| 2020 | The Very Excellent Mr Dundee | Ella                       |                |